# Månfred
Månfred är ett album från 1988 av den svenska sångerskan Monica Törnell.

Inspelningen skedde i Studio Montezuma och Sonet Studio 1 i oktober-december 1987. Producent och arrangör var Ulf Wahlberg.  Tekniker var Ulf Wahlberg och Håkan Wollgård. Skivnumret är RCA PL 71635, CD-versionen PD 71635.
Den porslinselefant som finns på skivomslaget sägs symbolisera styrka, men även saktmod, vilket kan uppfattas som en bild av Törnell själv och det lugn som hon uppskattar. Låten När den du älskar var ursprungligen avsedd för Rod Stewart, men utkom i engelskspråkig originalversion med honom först senare under 1988 på albumet Out of Order.
Det utgavs tre singlar med låtar från detta album: Jag visste så väl/Ensam (1987, RCA PB 60275), Vind ska komma/En enda timme (1988, RCA PB 60281) och På andra sidan midnatt/På kanten av ett stup (1988, Bozz BOS 1016).

## Låtlista

### Sida A
1. Vind skall komma (The Weary Sailor) (text & musik: Frankie Miller/Andy Frazer, svensk text Monica Törnell)
2. När den du älskar (My Heart Can't Tell You No) (text & musik: Dennis Morgan/Simon Climie, svensk text: Monica Törnell)
3. På andra sidan midnatt (musik: Ulf Wahlberg, text: Anna-Lena Ahlström/Monica Törnell)
4. Ensam (text & musik: Bengt Wikström)
5. Att vara den jag är (musik: Tomas Adolphson/Anders Falk, text: Tomas Adolphson)

### Sida B
1. Jag visste så väl  (text och musik: Barbara Helsingius)
2. På kanten av ett stup (Standing On The Edge) (musik: Monica Törnell, Ulf Wahlberg, text: Ulf Wahlberg, Monica Törnell)
3. En enda timme (text & musik: Ulf Wahlberg)
4. Släpp mig fri (musik: Tomas Adolphson/Anders Falk, text: Tomas Adolphson)
5. När du kommer hem (musik: Martin Contra/Björn Frisén, text: Alexander Bard)

## Medverkande musiker
- Vicki Benckert, kör (A4)
- Monica Bring, saxofon (A4)
- Lasse Jonsson, gitarrer
- Lasse Persson, trummor (A4, B1)
- Anna-Ida Schultz, kör
- Irma Schultz, kör
- Kjell Segebrant, kör (A4)
- Tobias Törnell, panflöjt (B4)
- Ulf Wahlberg, keyboards, programmering
- Teddy Walter, bas (A4, B1)
- Sebastian Öberg, cello (B1)